# Ilex florifera
Ilex florifera är en järneksväxtart som beskrevs av Fawcett och Rendle. Ilex florifera ingår i släktet järnekar, och familjen järneksväxter. Inga underarter finns listade i Catalogue of Life.